# 廣播節目
廣播節目，又稱電台节目，是通過无线电放送的節目（一段時間內向聽眾放送的內容），這種節目聽眾只能收聽。廣播節目可以是獨立的，也可以是系列的，而且還要定期播放（如每天的新聞、廣播劇）。常見的廣播節目有新聞節目和音樂節目，前者主要播報新聞，後者主要播放音樂。此外還有談話節目。